# NCIS: Hawaiʻi
NCIS: Hawaiʻi är en amerikansk TV-serie skapad av Christopher Silber för den amerikanska TV-kanalen CBS. Serien, som både är en spinoff på originalserien NCIS, och den fjärde serien i NCIS-franchisen, hade premiär på CBS den 20 september 2021. Huvudrollen i serien spelas av Vanessa Lachey.
Serien består i nuläget (september 2023) av 44 avsnitt, uppdelade på två säsonger. I februari 2023 blev serien klar för en tredje säsong.

## Rollista (i urval)

### Huvudkaraktärer
- Vanessa Lachey – Jane Tennant
  - Ronda Kahana Williams – Jane Tennant, som ung
- Alex Tarrant – Kai Holman
- Noah Mills – Jesse Boone
- Yasmine Al-Bustami – Lucy Tara
- Jason Antoon – Ernie Malik
- Tori Anderson – Kathrine Marie "Kate" Whistler
- Kian Talan – Alex Tennant (Janes son)